# Saint-Gengoux-le-National
Saint-Gengoux-le-National is een gemeente in het Franse departement Saône-et-Loire (regio Bourgogne-Franche-Comté). De plaats maakt deel uit van het arrondissement Mâcon. Saint-Gengoux-le-National telde op 1 januari 2022 1.047 inwoners.

## Geografie
De oppervlakte van Saint-Gengoux-le-National bedroeg op 1 januari 2022 9,36 vierkante kilometer; de bevolkingsdichtheid was toen 111,9 inwoners per km².

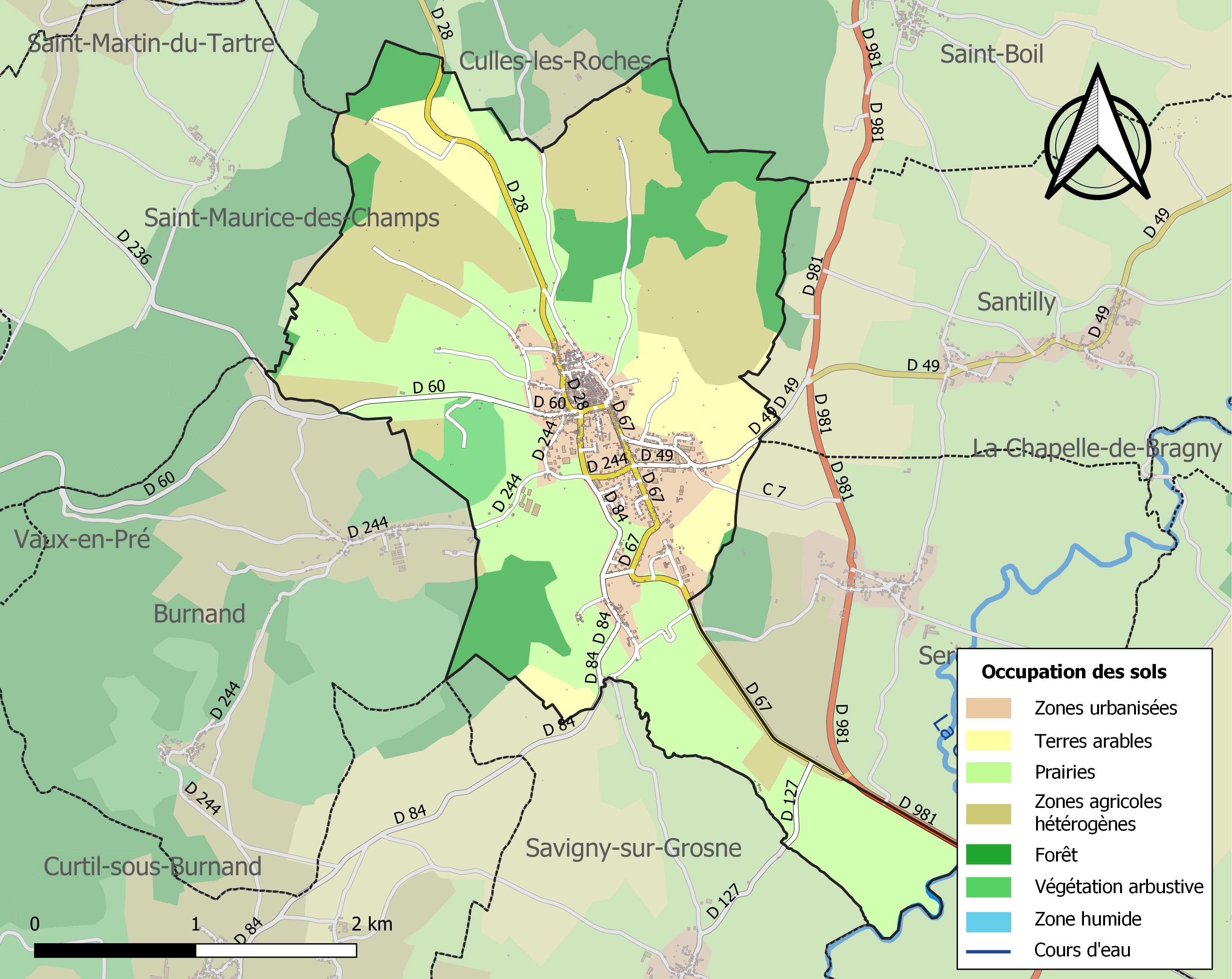
Kaart van de gemeente met de belangrijkste infrastructuur, bodemgebruik en omliggende gemeenten

## Demografie
Onderstaande figuur toont het verloop van het inwonertal (bron: INSEE-tellingen).